# Чемпионат мира по стрельбе 1939
Чемпионат мира по стрельбе 1939 года прошёл в Люцерне (Швейцария).

## Общий медальный зачёт
| Место | Страна              | Золото | Серебро | Бронза | Всего |
| ----- | ------------------- | ------ | ------- | ------ | ----- |
| 1     | Эстония             | 5      | 5       | 5      | 15    |
| 2     | Швейцария           | 2      | 3       | 6      | 14    |
| 3     | Нацистская Германия | 5      | 3       | 3      | 11    |
| 4     | Финляндия           | 2      | 5       | 1      | 8     |
| 5     | Венгрия             | 2      | 0       | 1      | 3     |
| 6     | Швеция              | 1      | 4       | 3      | 8     |
| 7     | Норвегия            | 1      | 0       | 1      | 2     |
| 8     | Франция             | 1      | 0       | 0      | 1     |
| 9     | Литва               | 0      | 1       | 1      | 2     |
| 10    | Латвия              | 0      | 1       | 0      | 1     |
| 11    | Дания               | 0      | 0       | 1      | 1     |
| Всего | Всего               | 22     | 22      | 22     | 66    |

## Медалисты
| Дисциплина                                                            | Золото                                                                                        | Серебро                                                                                              | Бронза                                                                                              |
| --------------------------------------------------------------------- | --------------------------------------------------------------------------------------------- | --- | --------------------------------------------------------------------------------------------------- |
| Винтовка с трёх позиций, 50 метров                                    | Карл Штайгельман                                                                              | Аугуст Лийвик                                                                                        | Курт Юханссон                                                                                       |
| Винтовка лёжа, 50 метров                                              | Тойво Мянттяри                                                                                | Роберт Стакс                                                                                         | Курт Юханссон                                                                                       |
| Винтовка лёжа, 50 метров (команды)                                    | Эстония · Виллем Яансон · Элмар Кивистик · Эрнст Рулл · Харалд Кивиоя · Аугуст Лийвик         | Швеция · Олле Эрикссон · Юнас Юнссон · Курт Юханссон · Эрланд Кох · Бертиль Рёнмарк                  | Нацистская Германия · Вальтер Геман · Альберт Зигль · Эрих Шпёрер · Рихард Штурм · Карл Штайгельман |
| Винтовка с колена, 50 метров                                          | Ласло Будай                                                                                   | Бертиль Рёнмарк                                                                                      | Курт Юханссон                                                                                       |
| Винтовка с колена, 50 метров (команды)                                | Эстония · Харалд Кивиоя · Элмар Кивистик · Густав Локотар · Аугуст Лийвик · Карл Кюбар        | Нацистская Германия · Вальтер Геман · Альберт Зигль · Эрих Шпёрер · Рихард Штурм · Карл Штайгельман  | Норвегия · Мориц Амундсен · Йохан Хунес · Халвар Конгсъёрден · Вилли Рёгеберг · Торе Скредегорд     |
| Винтовка стоя, 50 метров                                              | Карл Штайгельман                                                                              | Эндель Риканд                                                                                        | Аугуст Лийвик                                                                                       |
| Винтовка стоя, 50 метров (команды)                                    | Финляндия · Олави Эло · Бруно Фрич · Паули Янхонен · Тойво Мянттяри · Ниссе Васениус          | Нацистская Германия · Якоб Брод · Альберт Зигль · Эрих Шпёрер · Рихард Штурм · Карл Штайгельман      | Швейцария · Эмиль Грюниг · Якоб Райх · Отто Хорбер · Альберт Зальцман · Карл Циммерман              |
| Винтовка с трёх позиций, 300 метров                                   | Аугуст Лийвик                                                                                 | Тойво Мянттяри                                                                                       | Паули Янхонен                                                                                       |
| Винтовка с трёх позиций, 300 метров (команды)                         | Эстония · Элмар Кивистик · Харалд Кивиоя · Густав Локотар · Аугуст Лийвик · Карл Кюбар        | Финляндия · Олави Эло · Бруно Фрич · Паули Янхонен · Тойво Мянттяри · Олави Хюннинен                 | Швейцария · Отто Хорбер · Якоб Райх · Йосиас Хартман · Эмиль Грюниг · Карл Циммерман                |
| Винтовка лёжа, 300 метров                                             | Хальвар Конгсйорден                                                                           | Аугуст Лийвик                                                                                        | Эвалд Кристенсен                                                                                    |
| Винтовка с колена, 300 метров                                         | Карл Кюбар                                                                                    | Харалд Кивиоя                                                                                        | Элмар Кивистик                                                                                      |
| Винтовка стоя, 300 метров                                             | Карл Циммерман                                                                                | Тойво Мянттяри                                                                                       | Эмиль Грюниг                                                                                        |
| Армейская винтовка с трёх позиций, 300 метров (20 выстрелов)          | Люсьен Жено                                                                                   | Вальтер Линхард                                                                                      | Карл Циммерман                                                                                      |
| Армейская винтовка с трёх позиций, 300 метров (команды, 20 выстрелов) | Швейцария · Отто Хорбер · Йосиас Хартман · Вальтер Линхард · Эрнст Телленбах · Карл Циммерман | Финляндия · Вильё Эломаа · Онни Херронен · Ларс Грандбом · Лаури Каарта · Эркки Тамми                | Эстония · Карл Юргенс · Пеэтер Кару · Владимир Кукк · Йоханнес Вилберг · Леонард Вильюс             |
| Армейская винтовка с трёх позиций, 300 метров (40 выстрелов)          | Карл Циммерман                                                                                | Пеэтер Кару                                                                                          | Альберт Зальцман                                                                                    |
| Армейская винтовка лёжа, 300 метров                                   | Вальтер Геман                                                                                 | Густав Айхельбергер                                                                                  | Йоханнес Вилберг                                                                                    |
| Армейская винтовка с колена, 300 метров                               | Карл Циммерман                                                                                | Отто Хорбер                                                                                          | Пеэтер Кару                                                                                         |
| Армейская винтовка стоя, 300 метров                                   | Якоб Брод                                                                                     | Лаури Каарта                                                                                         | Альберт Зальцман                                                                                    |
| Произвольный пистолет, 50 метров                                      | Эрих Кремпель                                                                                 | Торстен Ульман                                                                                       | Амбруш Балог                                                                                        |
| Произвольный пистолет, 50 метров (команды)                            | Швейцария · Эрнст Андрес · Эрнст Флюкигер · Хайнц Амбюль · Вальтер Мустер · Вальтер Бюхи      | Швеция · Густаф Бергстрём · Бертиль Густафссон · Кристиан Шёберг · Торстен Ульман · Готтфрид фон Рот | Нацистская Германия · Вальтер Крафт · Эрих Кремпель · Фридрих Кремпель · Эмиль Мартин · Пауль Венер |
| Скорострельный пистолет, 25 метров                                    | Торстен Ульман                                                                                | Корнелиус ван Ойен                                                                                   | Йонас Милиаускас                                                                                    |
| Скорострельный пистолет, 25 метров (команды)                          | Венгрия · Ласло Бадински · Лайош Боржоньи · Эде Домби · Карой Такач · Ласло Ваднай            | Литва · Пранас Гиедримас · В.Накутис · Антанас Еленскас · Йонас Милиаускас · А.Мазейкис              | Нацистская Германия · Вальтер Крафт · Эрих Кремпель · Фридрих Кремпель · Эмиль Мартин · Пауль Венер |